# Florence (игра)
Florence — интерактивная история и компьютерная игра, разработанная австралийской студией Mountains и изданная Annapurna Interactive. Игра была выпущена 14 февраля 2018 года (в День святого Валентина) на iOS, 14 марта 2018 года на Android, а на Microsoft Windows, macOS и Nintendo Switch 13 февраля 2020 года.
Игра рассказывает историю 25-летней Флоренс Йео, которая жила в ежедневной рутине, пока не встретила виолончелиста Криша. В игре мало прописанных диалогов, вместо этого она рассказывает историю Флоренс через серию коротких глав с мини-головоломками, используемыми для восстановления кусочков истории о жизни Флоренс.
Главный дизайнер игры, Кен Вон, хотел создать игру, избегающую насилия. Игра получила признание критиков, которые хвалили Florence за графический стиль, музыку и повествовательную структуру, но критиковали за концовку.

## Игровой процесс
Florence разделена на 20 глав, каждая из которых повествует об отдельном отрывке жизни Флоренс Йео. Главы разделены на шесть актов, отражающих рост и изменения Флоренс. Florence играется линейно, а от игрока требуется решать короткие мини-игры, помогающие раскрыть мимику Флоренс, или пролить свет на её мысли и действия. Среди этих игр — Флоренс, чистящая свои зубы; Флоренс, следующая за звуком виолончели и находящая Криша; Криш, убирающий комнату перед приходом Флоренс; и так далее. Одно прохождение Florence занимает порядка 30 минут.

## Сюжет
Игра рассказывает историю Флоренс Йео, одинокой 25-летней женщины, привыкшей к монотонной рутине работы и бездумному взаимодействию с социальными сетями в пути на работу. Однажды утром её телефон сломался, и она впервые услышала звук виолончели и увидела Криша, уличного музыканта. Они подружились с Кришем и начали встречаться. После первого поцелуя они начали более серьёзно относится к своим отношениям. Криш переехал к Флоренс, и та заставляет его сосредоточиться на своей мечте стать великим виолончелистом. В благодарность Криш дарит Флоренс набор для рисования и Флоренс начинает мечтать о том, чтобы стать художницей.
Спустя шесть месяцев в бакалейной лавке пара впервые ссорится. Спустя год Флоренс и Криш впадают в рутину и начинают отдаляться друг от друга. После очередной ссоры, Криш уезжает. Флоренс решает бросить работу и отдаться своей страсти к рисованию, что приводит её к успеху.

## Разработка

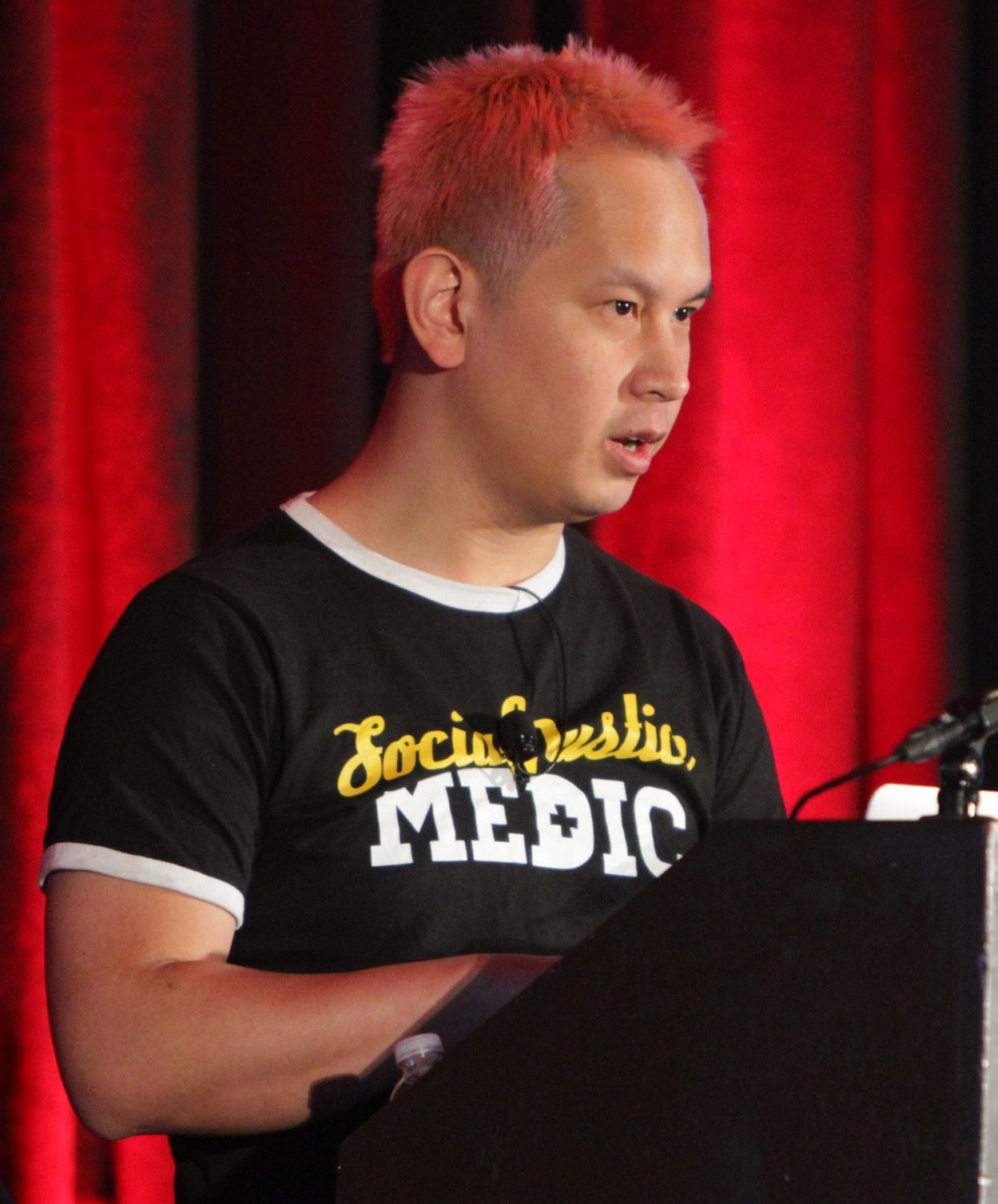
Кен Вон — ведущий геймдизайнер Florence, который хотел создать игру, избегающую насилия

После успеха Monument Valley, геймдизайнер Кен Вон посчитал, что он сделал всё что мог в студии Ustwo, и захотел создать собственную студию. Он решил вернуться в родную Австралию, узнав о росте сцены разработки игр в Мельбурне. Вон переехал в этот город и основал новую компанию — Mountains.
В Mountains были наняты работники, однако у студии не было понимания, какого рода игру они хотят создать. Подходом Вона было сначала нанять команду, а затем прийти к достойной игре. Работники обсуждали, как часто фильмы и книги рассматривали любовь и человеческие эмоции, однако в игровом дизайне это отсутствовало, что они посчитали «интересным испытанием». Они решили развить эту мысль и создали Florence. Она стала первой игрой, над которой работал Вон после выпуска Monument Valley.
Вон и остальная команда хотели создать игру, избегающую насилия: «я хотел исследовать, каких типов историй и каких видов динамики мы можем достичь, не прибегая к жестокости». Mountains решили создавать игру для мобильных устройств, чтобы она была настолько доступной, насколько это возможно. Целью команды было создание игры, в которым фокус игрока был бы направлен на исследование эмоций, а не достижение целей. В отличие от предыдущей игры Вона, Monument Valley, Вон хотел создать опыт, похожий на чтение комиксов или просмотр немого фильма с фокусом на повествовании. Среди фильмов, вдохновивших Вона и команду на создание Florence, он называет «500 дней лета», «Вечное сияние чистого разума» и «Титаник».
Ещё на ранних этапах производства разработчики хотели создать линейный опыт, волнуясь, что игроки с большим жизненным опытом будут делать «правильные» выборы и избегать моральной стороны игры. Вдохновением для Mountains служили люди, поглощающие различные медиа для того, чтобы испытывать эмоции, — разработчики хотели перенести это чувство в компьютерную игру. Команда решила использовать музыку как замену диалогам по ходу игры, где виолончель представляет Криша, а пианино — Флоренс. Mountains использовали музыкальные темы для персонажей после того, как случайно создали их во время разработки главы «Бакалея», в которой Криш и Флоренс в первый раз дерутся. Вон выбрал имя «Флоренс», так как она была задумана австралийской китаянкой, чьи родители выбрали «старомодное имя» для дочери после иммиграции.
После выхода Florence, один из разработчиков обвинил ведущего дизайнера Кена Вона в злоупотреблении оскорблениями во время разработки игры. Обвинивший заявил, что Вон довёл его эмоциональное состояние «до точки депрессии и суицида». Вон публично извинился за своё поведение, заявив: «есть много вещей, которые я должен был сделать лучше или по-другому в то время».

## Восприятие
| Сводный рейтинг           | Сводный рейтинг        |
| Агрегатор                 | Оценка                 |
| ------------------------- | ---------------------- |
| GameRankings              | 83,64 %                |
| Metacritic                | iOS: 82/100 NS: 90/100 |
| Иноязычные издания        |                        |
| Издание                   | Оценка                 |
| Destructoid               | 8/10                   |
| Edge                      | 8/10                   |
| Game Informer             | 8/10                   |
| IGN                       | 9,6/10 (Japan)         |
| The Guardian              | [ 23 ]                 |
| The Sydney Morning Herald | (favorable)            |

### Критика
При анонсе Florence 24 октября 2017 года разработчики показали демо-версию игры на PAX Australia 2017, показывающую первые 15 минут игры, которая получила положительные отзывы от австралийских игровых журналистов. Рэй Джонстон из Kotaku Australia назвала Florence «выдающейся игрой», отметив, что мини-игры в Florence преуспели в том, чтобы заставить её привязаться к персонажам. Алайна Коул похвалила игру за выдающуюся историю о любви и разлуке, отметив, что это является большой редкостью в современной культуре компьютерных игр.
Florence была положительно оценена критиками. На агрегаторе рецензий Metacritic версия игры для iOS получила среднюю оценку 82 балла из 100 на основе 20 рецензий, а на Nintendo Switch — 90 из 100 на основе 5 рецензий. Сиджей Андриссен из Destructoid описал игру как «по-настоящему прекрасный продукт», посчитав её одним из самых креативных способов повествования на его памяти. Тим Биггс из The Sydney Morning Herald посчитал, что мини-игры делают Florence «по-настоящему особенным», описав своё прохождение «захватывающим и запоминающимся эмоционально». Джордан Эрика Веббер из The Guardian похвалила умение игры запечатлеть «то, что ты чувствуешь, когда влюбляешься в первый раз». Кристиан Донлан из Eurogamer посчитал, что формат головоломок в игре «не совсем работает», однако всё равно остался доволен приключением, предоставленным игрой. Патрик Шэнли из The Hollywood Reporter похвалил Вона и его команду за прекрасное отражение стадии знакомства на свиданиях. Эсра Краббе из IGN Japan назвала игру «полноценным произведением искусства», отметив, что в неё может играть кто угодно. Саймон Паркин из The Guardian включил Florence в собственный список «игры месяца», отметив, что игра никогда не казалась банальной и была прекрасно исполнена.
Многие журналисты сравнивали игру с серией WarioWare. Эндрю Вебстер из The Verge сравнил игру с «веб-комиксом-кроссовером с WarioWare».
Критике подверглись отдельные элементы сюжета, в особенности концовка. Адриссен из Destructoid отметил, что игра оставила ему «пессимистичное мнение» о любви, сославшись на то, что «в конце побеждает нарциссическая погоня за их настоящей страстью — искусством». Донлан из Eurogamer посчитал, что концовка обменяло «одно простое клише на другое», однако заключил, что разочарование от концовки может иметь смысл.

### Продажи
Florence окупила затраты на производство, однако не принесла достаточно денег для финансирования следующего проекта Mountains. На одной из выставок Вон упомянул, что половина продаж Florence приходится на Китай, и отметил, что больше людей поиграли в игру на севернокитайском, чем на английском. На Game Developers Conference 2019 Вон отчитался о том, что 88 % продаж приходится на iOS, из них 41 % приходится на Китай.

### Награды
| Год  | Награда                                               | Категория                                       | Результат | Источник      |
| ---- | ----------------------------------------------------- | ----------------------------------------------- | --------- | ------------- |
| 2018 | Golden Joystick Awards                                | Mobile Game of the Year                         | Номинация | [ 31 ] [ 32 ] |
| 2018 | The Game Awards 2018                                  | Games for Impact                                | Номинация | [ 33 ] [ 34 ] |
| 2018 | The Game Awards 2018                                  | Best Mobile Game                                | Победа    | [ 33 ] [ 34 ] |
| 2018 | The Game Awards 2018                                  | Best Debut Indie Game                           | Номинация | [ 33 ] [ 34 ] |
| 2018 | Gamers' Choice Awards                                 | Fan Favorite Mobile Game                        | Номинация | [ 35 ]        |
| 2018 | Australian Games Awards                               | Australian Developed Game of the Year           | Номинация | [ 36 ]        |
| 2019 | New York Game Awards                                  | A-Train Award for Best Mobile Game              | Победа    | [ 37 ] [ 38 ] |
| 2019 | 22nd Annual D.I.C.E. Awards                           | Outstanding Achievement in Story                | Номинация | [ 39 ] [ 40 ] |
| 2019 | 22nd Annual D.I.C.E. Awards                           | Outstanding Achievement for an Independent Game | Номинация | [ 39 ] [ 40 ] |
| 2019 | 22nd Annual D.I.C.E. Awards                           | Portable Game of the Year                       | Победа    | [ 39 ] [ 40 ] |
| 2019 | 22nd Annual D.I.C.E. Awards                           | Outstanding Achievement in Game Direction       | Номинация | [ 39 ] [ 40 ] |
| 2019 | National Academy of Video Game Trade Reviewers Awards | Game, Original Adventure                        | Номинация | [ 41 ]        |
| 2019 | National Academy of Video Game Trade Reviewers Awards | Game, Special Class                             | Номинация | [ 41 ]        |
| 2019 | SXSW Gaming Awards                                    | Excellence in Narrative                         | Номинация | [ 42 ]        |
| 2019 | SXSW Gaming Awards                                    | Mobile Game of the Year                         | Номинация | [ 42 ]        |
| 2019 | Game Developers Choice Awards                         | Best Debut (Mountains)                          | Победа    | [ 43 ] [ 44 ] |
| 2019 | Game Developers Choice Awards                         | Best Mobile Game                                | Победа    | [ 43 ] [ 44 ] |
| 2019 | Game Developers Choice Awards                         | Innovation Award                                | Номинация | [ 43 ] [ 44 ] |
| 2019 | Game Developers Choice Awards                         | Best Narrative                                  | Номинация | [ 43 ] [ 44 ] |
| 2019 | 15th British Academy Games Awards                     | Debut Game                                      | Номинация | [ 45 ] [ 46 ] |
| 2019 | 15th British Academy Games Awards                     | Game Beyond Entertainment                       | Номинация | [ 45 ] [ 46 ] |
| 2019 | 15th British Academy Games Awards                     | Mobile Game                                     | Победа    | [ 45 ] [ 46 ] |
| 2019 | 15th British Academy Games Awards                     | Narrative                                       | Номинация | [ 45 ] [ 46 ] |
| 2019 | 15th British Academy Games Awards                     | Music                                           | Номинация | [ 45 ] [ 46 ] |
| 2019 | 15th British Academy Games Awards                     | Original Property                               | Номинация | [ 45 ] [ 46 ] |
| 2019 | Italian Video Game Awards                             | Best Mobile Game                                | Победа    | [ 47 ]        |
| 2019 | Italian Video Game Awards                             | Game Beyond Entertainment                       | Номинация | [ 47 ]        |
| 2019 | 2019 Webby Awards                                     | Best Art Direction                              | Номинация | [ 48 ] [ 49 ] |
| 2019 | 2019 Webby Awards                                     | Best Game Design                                | Победа    | [ 48 ] [ 49 ] |
| 2019 | 2019 Webby Awards                                     | Best Music/Sound Design                         | Номинация | [ 48 ] [ 49 ] |
| 2019 | 2019 Webby Awards                                     | Best Writing                                    | Номинация | [ 48 ] [ 49 ] |
| 2019 | Games for Change Awards                               | Best Gameplay                                   | Номинация | [ 50 ]        |